# Diócesis de Cesena-Sarsina
La diócesis de Cesena-Sarsina (en latín: Dioecesis Caesenatensis-Sarsinatensis y en italiano: Diocesi di Cesena-Sarsina) es una circunscripción eclesiástica de la Iglesia católica en Italia. Se trata de una diócesis latina, sufragánea de la arquidiócesis de Ravena-Cervia. Desde el 8 de octubre de 2010 su obispo es Douglas Regattieri.

## Territorio y organización

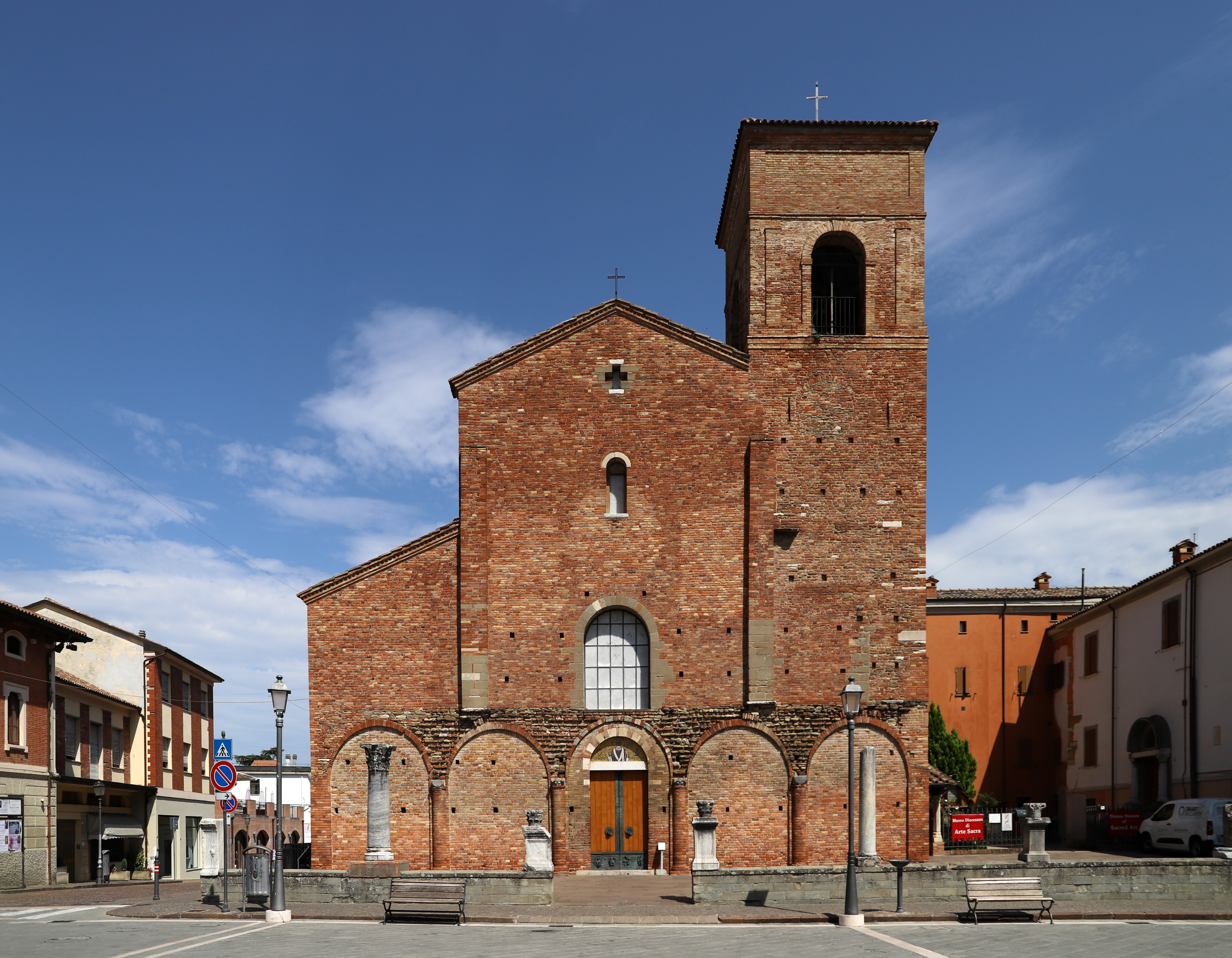
Concatedral basílica de San Vicinio, en Sarsina

La diócesis tiene 1530 km² y extiende su jurisdicción sobre los fieles católicos de rito latino residentes en parte de la región de Emilia-Romaña, comprendiendo en la provincia de Forlì-Cesena las comunas de: Bagno di Romagna, Montiano, Bertinoro (una pequeña parte), Mercato Saraceno, Cesena (la mayor parte), Sarsina, Cesenatico, Sogliano al Rubicone (en parte), Civitella di Romagna (en parte), Gambettola, Roncofreddo (en parte), Gatteo, Verghereto y Longiano.

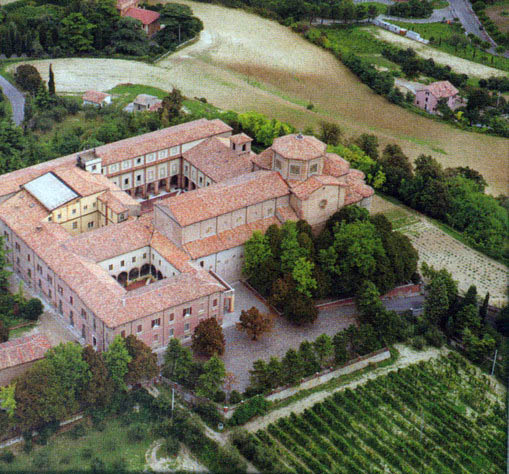
Basílica y abadía de Santa María del Monte, en Cesena

La sede de la diócesis se encuentra en la ciudad de Cesena, en donde se halla la Catedral de San Juan Bautista y la basílica y abadía de Santa María del Monte. En Sarsina se halla la Concatedral basílica de San Vicinio.
En 2023 en la diócesis existían 87 parroquias, que por decreto episcopal del 14 de septiembre de 2008 fueron agrupadas en 21 unidades pastorales, y estas en 6 zonas pastorales: Urbana, Sarsina-Alta Valle del Savio, vie Cesenatico, Cervese e Ravennate, Mare, Rubicone-Rigossa y Valle del Savio-Dismano.

## Historia

### Sede de Cesena
Según la tradición, la diócesis de Cesena fue erigida en el siglo I. La cronología tradicional recoge una larga lista de obispos, sobre cuya existencia histórica o sobre cuya atribución a Cesena se han suscitado muchas dudas. Los primeros obispos históricamente documentados son los que la cronología tradicional llama Natale II y Concordio II, mencionados en las cartas de Gregorio Magno, entre finales del siglo VI y principios del VII.
En 1159 el papa Alejandro III, mediante la bula Ad hoc sumus, confirmó todos los privilegios, posesiones y jurisdicciones de la Iglesia de Cesena, y colocó la diócesis bajo la inmediata sujeción de la Santa Sede. A partir del siglo XVI, Cesena pasó a formar parte de la provincia eclesiástica de la arquidiócesis de Ravena.
En 1241, la antigua catedral de Cesena, que se encontraba cerca del castillo, fue entregada junto con el castillo al emperador Federico II, quien derribó ambos edificios.
El 27 de mayo de 1357 Cia degli Ordelaffi, esposa de Francesco II Ordelaffi, enemigo de los obispos de Cesena, ordenó la quema del campanario de la catedral y del palacio episcopal. También quedaron destruidas numerosas casas en Cesena.
En 1376 las tropas mercenarias de Giovanni Acuto, dirigidas personalmente por Roberto, cardenal de Ginebra y futuro antipapa Clemente VII, se apoderaron de Cesena, que se negó a someterse a los Estados Pontificios, matando a cientos de personas y expulsando a todos sus habitantes.
En 1378 el papa Urbano VI concedió la construcción de una nueva catedral, que fue construida a partir de 1408.
El obispo Odoardo Gualandi fue responsable de la construcción y establecimiento del seminario para la formación de sacerdotes en 1569. Hubo varios sínodos diocesanos celebrados por los obispos de Cesena en los siglos siguientes.
El 7 de octubre de 1975 la Congregación para los Obispos decretó el traslado de la diócesis de Sansepolcro a la de Cesena de las parroquias del Valle del Savio incluidas en el territorio comunal de Bagno di Romagna y Verghereto.

### Sede de Sarsina
Los orígenes de la Iglesia de Sarsina son inciertos. Tradicionalmente se atribuye su fundación al siglo IV, época en la que vivió el protoobispo san Vicinio, actual copatrono de la diócesis.
La Iglesia de Sarsina fue enriquecida con numerosos honores, privilegios y concesiones por el emperador Conrado II en 1026, en tiempos del obispo Hubert I. En 1220, el emperador Federico II concedió al obispo Alberico y a sus sucesores el dominio feudal y temporal sobre más de setenta castella y pagi en la zona.
Si por un lado esto supuso un aumento del prestigio y de la riqueza de la Iglesia de Sarsina, por otro también tuvo consecuencias dolorosas para el dominio y el control de estas tierras. En 1265 el obispo Guido fue asesinado por querer defender la propiedad eclesiástica contra los intentos de usurpación de Alessandro Aldobrandi y Renerio. En el siglo XIV incluso las posesiones temporales de la Iglesia de Sarsina fueron amenazadas por los Ordelaffi, con el apoyo de algunos miembros de la curia. La jurisdicción sobre la ciudad de Sarsina pasó a la Cámara Apostólica, pero en 1372 el obispo Giovanni Numai la recuperó para él y sus sucesores mediante una sentencia, confirmada por el papa Gregorio XI dos años después.
En los años 80 del siglo XIV, Sarsina y los castillos circundantes volvieron a estar sujetos al señorío de los Ordelaffi, que los mantuvieron hasta 1406, cuando la ciudad pasó a manos de la familia Malatesta y los obispos vieron decaer definitivamente su poder feudal. En 1515 el obispo Galeazzo Corbara acordó con los gobernantes de la comuna de Sansepolcro, en la parte florentina del Alto Valle del río Tíber, trasladar allí la sede de la diócesis, que tomaría así el nombre de Sansepolcro y Sarsina. A pesar de la aprobación del papa León X el proyecto no se llevó a cabo, probablemente debido a la falta de apoyo de la República Florentina, que prefirió atribuir todo el territorio del alto Tíber a la recién erigida diócesis de Sansepolcro.
En el siglo XVII el obispo Nicolò Brauzi tuvo la equivocada idea de hacer valer sus antiguos derechos temporales y su exención de la Cámara Apostólica. Quizás por ello fue encerrado durante muchos años por el papa Paulo V en las cárceles de Castel Sant'Angelo.
Siguiendo las indicaciones del Concilio de Trento, el obispo Carlo Bovio estableció el seminario diocesano en 1643.
Durante el dominio napoleónico, en 1803 se estipuló un concordato entre la Santa Sede y la República Italiana que preveía la supresión de la diócesis de Sarsina junto con la de Bertinoro, «a condición de que las respectivas diócesis se reunieran de común acuerdo con otras diócesis vecinas». De hecho, sin embargo, esta decisión nunca fue ratificada por una disposición canónica pontificia, y el obispo Nicola Casali pudo permanecer en su sede hasta su muerte en 1814.
El 28 de agosto de 1824, mediante la bula Dominici gregis del papa León XII, la sede de Sarsina, debido a la pobreza de la mensa episcopal, fue unida a la de Bertinoro. La unión, problemática sobre todo por la dificultad de comunicación entre las dos sedes, fue revocada hacia 1872, cuando la diócesis de Sarsina volvió a tener su propio obispo.
El 7 de julio de 1850 cedió una porción de su territorio para la erección de la diócesis de Modigliana (hoy diócesis de Faenza-Modigliana) mediante la bula Ea quo licet del papa Pío IX. Estas parroquias le fueron devueltas el 25 de marzo de 1908, mediante el decreto Anno millesimo de la Congregación Consistorial.
En el momento de la plena unión con Cesena, la diócesis de Sarsina incluía 33 parroquias en las comunas de Sarsina (10), Bagno di Romagna (1), Civitella di Romagna (2), Mercato Saraceno (13), Sogliano al Rubicone (2) y Verghereto (5).

### Sedes unidas
El 1 de mayo de 1976 Augusto Gianfranceschi, obispo de Cesena, fue nombrado también obispo de Sarsina, uniendo así las dos sedes in persona episcopi.
El 30 de septiembre de 1986, mediante el decreto Instantibus votis de la Congregación para los Obispos, se estableció la unión plena de las dos diócesis y el nuevo distrito eclesiástico tomó su nombre actual.

## Estadísticas
Según el Anuario Pontificio 2024 la diócesis tenía a fines de 2023 un total de 162 985 fieles bautizados.
| Año                                                                             | Población            | Población | Población      | Sacerdotes | Sacerdotes    | Sacerdotes    | Bautizados por sacerdote | Diáconos permanentes | Religiosos | Religiosos | Parroquias |
| Año                                                                             | Bautizados católicos | Total     | % de católicos | Total      | Clero secular | Clero regular | Bautizados por sacerdote | Diáconos permanentes | Varones    | Mujeres    | Parroquias |
| ------------------------------------------------------------------------------- | -------------------- | --------- | -------------- | ---------- | ------------- | ------------- | ------------------------ | -------------------- | ---------- | ---------- | ---------- |
| Diócesis de Cesena                                                              |                      |           |                |            |               |               |                          |                      |            |            |            |
| 1950                                                                            | 96 500               | 97 000    | 99.5           | 178        | 124           | 54            | 542                      |                      | 81         | 206        | 67         |
| 1959                                                                            | 110 700              | 110 920   | 99.8           | 189        | 138           | 51            | 585                      |                      | 53         | 218        | 74         |
| 1970                                                                            | 124 912              | 125 000   | 99.9           | 190        | 136           | 54            | 657                      | 1                    | 72         | 238        | 81         |
| 1980                                                                            | 152 000              | 152 500   | 99.7           | 201        | 151           | 50            | 756                      |                      | 58         | 176        | 108        |
| Diócesis de Sarsina                                                             |                      |           |                |            |               |               |                          |                      |            |            |            |
| 1950                                                                            | 26 000               | 26 000    | 100.0          | 66         | 66            | -             | 393                      |                      |            | 44         | 55         |
| 1970                                                                            | 13 000               | 13 000    | 100.0          | 46         | 46            | -             | 282                      |                      |            | 17         | 52         |
| 1980                                                                            | 13 200               | 13 500    | 97.8           | 34         | 34            | -             | 388                      |                      |            | 12         | 52         |
| Diócesis de Cesena-Sarsina                                                      |                      |           |                |            |               |               |                          |                      |            |            |            |
| 1990                                                                            | 153 200              | 154 000   | 99.5           | 207        | 160           | 47            | 740                      | 5                    | 64         | 133        | 122        |
| 1999                                                                            | 154 500              | 155 900   | 99.1           | 193        | 152           | 41            | 800                      | 16                   | 50         | 125        | 122        |
| 2000                                                                            | 154 500              | 155 900   | 99.1           | 192        | 151           | 41            | 804                      | 16                   | 50         | 125        | 121        |
| 2001                                                                            | 155 000              | 157 970   | 98.1           | 183        | 144           | 39            | 846                      | 17                   | 48         | 110        | 104        |
| 2002                                                                            | 157 970              | 160 000   | 98.7           | 182        | 143           | 39            | 867                      | 17                   | 48         | 110        | 104        |
| 2003                                                                            | 155 970              | 157 837   | 98.8           | 178        | 141           | 37            | 876                      | 18                   | 46         | 110        | 104        |
| 2004                                                                            | 155 900              | 157 900   | 98.7           | 173        | 136           | 37            | 901                      | 20                   | 46         | 110        | 101        |
| 2006                                                                            | 160 000              | 167 000   | 95.8           | 166        | 126           | 40            | 963                      | 26                   | 49         | 92         | 101        |
| 2013                                                                            | 159 700              | 168 600   | 94.7           | 148        | 111           | 37            | 1079                     | 32                   | 44         | 76         | 96         |
| 2016                                                                            | 170 638              | 173 948   | 98.1           | 138        | 105           | 33            | 1236                     | 42                   | 42         | 83         | 95         |
| 2019                                                                            | 167 503              | 172 043   | 97.4           | 146        | 103           | 43            | 1147                     | 44                   | 56         | 60         | 94         |
| 2021                                                                            | 161 301              | 174 494   | 92.4           | 139        | 90            | 49            | 1160                     | 47                   | 62         | 60         | 94         |
| 2023                                                                            | 162 985              | 173 215   | 94.1           | 129        | 77            | 52            | 1263                     | 47                   | 65         | 62         | 87         |
| Fuente: Catholic-Hierarchy, que a su vez toma los datos del Anuario Pontificio. |                      |           |                |            |               |               |                          |                      |            |            |            |

## Episcopologio

### Obispos de Cesena
- Filemone o Silemone † (?-92 falleció)
- Isidoro † (150)
- Ignazio I † (232)
- Floriano † (siglo III)[nota 1]
- Natale I † (334)
- Concordio I † (350)[nota 2]
- Gregorio † (361)
- Ignazio II † (403)
- Verano † (siglo V)
- Flaviano † (465-499 falleció)
- Ignazio III † (circa 539)
- Severo † (circa 578-6 de julio de 588 falleció)
- Floro I † (588-589 falleció)
- Natale II † (antes de 603)[nota 3]
- Concordio II † (mencionado en 603)
- Mauro I † (siglo VII)
- Floro II † (mencionado en 680)
- Costantino † (mencionado en 690)
- Candido † (mencionado en 702)
- Marcello † (mencionado en 709)
- Claudio † (mencionado en 742)[nota 4]
- Antonio (o Antonino) † (mencionado en 769)
- Giovanni I † (mencionado en 804)
- Romano † (mencionado en 826)[nota 5]
- Floro III † (antes del 858-después del 861)
- Pietro † (mencionado en 877)
- Ilaro † (antes de 892)
- Petronace † (mencionado en 892)
- San Mauro II, O.S.B. † (primera mitad del siglo X)
- Costanzo † (segunda mitad del siglo X)
- Goffredo † (mencionado en 955)
- Guido † (antes de 967-después de 973)
- Sergio † (antes de 997-después de 1001)
- Manazio (o Marinace) † (antes de 1016-después de 1026)
- Giovanni II † (antes de 1031-después de 1053)
- Desiderio, O.S.B. † (mencionado en 1057)
- Ildebrando † (circa 1065)[nota 6]
- Gebizzo † (antes de 1083?-después de 1097)
- Ugo † (mencionado en 1106)
- Benno † (antes de 1126-después de 1141)
- Odone Fattiboni † (1155-1162)[10]
- Manfredi † (mencionado en 1162/1163)
- Giovanni III † (documentado entre 1157 y 1175)
- Leonardo I, O.Cist. † (antes de 1175-después de 1185 falleció)
- Leto † (mencionado en 1186)
- Oddo II † (1207-después de 1223 falleció)
- Manzino † (antes de 1232-después de 1250)
- Michele, O.F.M. † (mencionado en 1255)
- Francesco, O.P. † (mencionado en 1263)
- Everardo (o Eberardo) di Sassonia, O.P. † (1266-1274 falleció)
- Aimerico † (1274-circa 1290 falleció)
- Leonardo II † (17 de junio de 1291-16 de mayo de 1312 falleció)
- Giovanni delle Caminate † (2 de marzo de 1313-21 de agosto de 1322 falleció)
- Gerardo d'Arglas † (15 de marzo de 1323-16 de julio de 1324 nombrado obispo de Cervia)
- Tommaso de Muro † (16 de julio de 1324-16 de junio de 1326 nombrado obispo de Ancona)
- Ambrogio, O.E.S.A. † (25 de julio de 1326-1332 falleció)
- Giovanni Battista Acciaiuoli † (30 de octubre de 1332-1342 falleció)
- Bernardo de' Martellini, O.S.A. † (18 de julio de 1342-1348 falleció)
- Guglielmo Mirogli (o de' Miroli), O.F.M. † (3 de octubre de 1348-1358 falleció)
- Vitale, O.F.M. † (13 de abril de 1358-1363 falleció)
- Bencivenne † (11 de marzo de 1362-13 de junio de 1364 falleció)
- Lucio da Cagli † (11 de diciembre de 1364-9 de enero de 1374 nombrado obispo de Volterra)
  - Giovanni Bertet † (9 de enero de 1374-20 de junio de 1380 nombrado obispo de Angulema)[nota 7] (antiobispo)
  - Zenobio † (circa 1383-?) (antiobispo)
- Luigi degli Aloisi † (1376-?)[nota 8]
- Giacomo I † (1379-?)
- Giacomo II, O.Carm. † (1391-?)
- Giovanni VII † (mencionado en 1394)
- Giacomo dei Saladini † (1398-1405)[nota 9]
- Gregorio Malesardi, O.P. † (31 de enero de 1406-6 de marzo de 1419 falleció)
- Vittore de Rímini, O.S.A. † (5 de julio de 1419-1425 falleció)
- Paolo Ferrante † (19 de diciembre de 1425-1431 falleció)[nota 10]
  - Agostino de Favaroni, O.E.S.A. † (13 de junio de 1431-1435 renunció) (administrador apostólico)
- Antonio Malatesta † (5 de diciembre de 1435-1475 falleció)
- Domenico Camisati † (1475-1475 falleció)
- Giovanni Venturelli † (23 de agosto de 1475-23 de agosto de 1486 falleció)
- Pietro Menzi † (11 de mayo de 1487-1504 falleció)
- Fazio Giovanni Santori † (22 de julio de 1504-10 de marzo de 1510 falleció)
- Cristoforo Spiriti † (8 de abril de 1510-5 de noviembre de 1556 falleció)
- Giovanni Battista Spiriti † (5 de noviembre de 1556 por sucesión-1557 renunció)
- Odoardo Gualandi † (7 de diciembre de 1557-1587 renunció)
- Camillo Gualandi † (30 de marzo de 1588-11 de febrero de 1609 falleció)
- Michelangelo Tonti † (11 de marzo de 1609-21 de abril de 1622 falleció)
- Francesco Sacrati † (23 de mayo de 1622-6 de septiembre de 1623 falleció)
- Lorenzo Campeggi † (8 de diciembre de 1623-11 de diciembre de 1628 nombrado obispo de Senigallia)
- Pietro Bonaventura † (14 de marzo de 1629-23 de julio de 1653 falleció)
- Flaminio Marcellino † (21 de abril de 1655-14 de marzo de 1677 falleció)
- Giacomo Fantuzzi † (30 de agosto de 1677-29 de noviembre de 1679 falleció)
- Pietro Francesco Orsini di Gravina, O.P. † (22 de enero de 1680-18 de marzo de 1686 nombrado arzobispo de Benevento, luego electo papa con el nombre de Benedicto XIII)
- Jan Kazimierz Denhoff † (10 de noviembre de 1687-20 de junio de 1697 renunció)
- Giovanni Fontana † (3 de junio de 1697-2 de marzo de 1716 falleció)
- Marco Battista Battaglini † (8 de junio de 1716-19 de septiembre de 1717 falleció)
- Francesco Saverio Guicciardi † (24 de enero de 1718-18 de enero de 1725 falleció)
- Giovanni Battista Orsi, C.O. † (21 de marzo de 1725-15 de noviembre de 1734 renunció)
- Guido Orselli † (17 de noviembre de 1734-18 de marzo de 1763 falleció)
- Francesco Aguselli † (18 de julio de 1763-8 de enero de 1791 falleció)
  - Sede vacante (1791-1795)
- Carlo Bellisomi † (22 de septiembre de 1795-9 de agosto de 1808 falleció)
  - Sede vacante (1808-1816)
- Francesco Saverio Maria Felice Castiglioni † (8 de marzo de 1816-4 de agosto de 1821 nombrado oficial en la Curia Romana, luego electo papa con el nombre de Pío VIII)
- Antonio Maria Cadolini, B. † (19 de abril de 1822-12 de febrero de 1838 nombrado obispo de Ancona y Numana)
- Innocenzo Castracane degli Antelminelli † (12 de febrero de 1838-junio de 1848 falleció)
- Enrico Orfei † (11 de septiembre de 1848-23 de marzo de 1860 nombrado arzobispo de Ravena)
- Vincenzo Moretti † (23 de marzo de 1860-27 de marzo de 1867 nombrado obispo de Imola)
  - Sede vacante (1867-1871)
- Paolo Bentini † (27 de octubre de 1871-30 de noviembre de 1881 falleció)
- Giovanni Maria Strocchi † (27 de marzo de 1882-1887 falleció)
- Alfonso Maria Vespignani † (1 de junio de 1888-11 de febrero de 1904 falleció)
- Giovanni Cazzani † (5 de agosto de 1904-19 de diciembre de 1914 nombrado obispo de Cremona)
- Fabio Berdini † (4 de junio de 1915-24 de junio de 1926 renunció[nota 11])
- Alfonso Archi † (4 de marzo de 1927-4 de diciembre de 1938 falleció)
- Beniamino Socche † (4 de febrero de 1939-13 de febrero de 1946 nombrado obispo de Reggio Emilia)
- Vincenzo Gili † (22 de marzo de 1946-30 de noviembre de 1954 falleció)
- Giuseppe Amici † (1 de febrero de 1955-23 de diciembre de 1956 nombrado arzobispo de Módena)
- Augusto Gianfranceschi † (3 de febrero de 1957-28 de mayo de 1977 retirado)
- Luigi Amaducci † (28 de mayo de 1977-30 de septiembre de 1986 nombrado obispo de Cesena-Sarsina)

### Obispos de Sarsina
- San Vicinio † (siglo IV)
- San Rufino † (mencionado en 426)
- Valerio † (mencionado en 430)
- Fausto † (437-459 falleció)
- Probo † (460-494 falleció)
- Lorenzo † (495-514 falleció)[nota 12]
- Adeodato † (515-531 falleció)
- Felice † (532-548 falleció)
- Sergio † (550-?)[nota 13]
- Giusto † (613-636 falleció)
- Donato † (637-667 falleció)
  - Sede vacante (667-670)
- Stefano † (670-701 falleció)
- Fortunato † (702-730 falleció)
  - Sede vacante (730-734)
- Vittore † (734-769 falleció)
- Benno † (770-815 falleció)
- San Apollinare † (antes de 858-después del 861)
- Lupo † (circa 875-circa 879)
- Fiorenzo † (930-955 falleció)
- Placido † (955-965 falleció)
- Giovanni I † (antes de 967-después de 969)
- Alessandro † (997-1024 falleció)
- Uberto I † (1025-1050 falleció)
- Martino † (1051-1053)
- Uberto II † (1054-1055)
- Enrico I † (1056-1070)
- Alboardo † (1070-1084 falleció)
- Geremia † (1085-1102 falleció)
- Domenico † (1103-1138 falleció)
- Divizone † (1139-1149 falleció)
- Uberto III † (1150-1161 falleció)
- Amizo † (1165-1176 falleció)
- Alberico † (1176-1221 falleció)[nota 14]
- Alberto † (1222-1229 falleció)[nota 15]
- Rufino † (1230-1257)
- Giovanni II † (1258-1264 falleció)
- Guido, O.Cist. † (1265-1 de septiembre de 1266 falleció)
- Grazia † (20 de febrero de 1266-1271 falleció)
- Enrico II † (1271-1302 falleció)
  - Sede vacante (1302-1305)
- Uguccio, O.F.M. † (1305-1326 falleció)
- Francesco de' Calboli † (7 de enero de 1327-1360 falleció)
- Giovanni Numai † (3 de septiembre de 1361-1385 falleció)
  - Marco † (1385-6 de octubre de 1399 nombrado obispo de Marsico Nuovo) (antiobispo)
- Benedetto Matteucci Accorselli, O.P. † (10 de agosto de 1386-1395 falleció)
- Giacomo da Sanseverino, Betl. † (29 de marzo de 1395-1398 renunció)
- Gianfilippo Negusanti, Betl. † (26 de octubre de 1398-1445 falleció)
- Daniele di Arluno, C.R.S.A. † (27 de enero de 1445-27 de octubre de 1449 nombrado obispo de Forlì)
- Mariano Farinata † (27 de octubre de 1449-1451 falleció)
- Fortunato Pellicani † (5 de julio de 1451-1474 falleció)
- Antonio Monaldo † (18 de diciembre de 1474-1503 falleció)
- Galeazzo Corvara † (4 de diciembre de 1503-? falleció)
- Giovanni Antonio Corvara † (18 de mayo de 1523-? falleció)[nota 16]
- Raffaele Alessandrini, O.F.M. † (9 de diciembre de 1524-1530 falleció)
- Lelio Pio Rotelli † (9 de diciembre de 1530-1580 falleció)
- Leandro Rotelli † (1580 por sucesión-1580 o 1581 falleció)
- Angelo Peruzzi † (3 de abril de 1581-1600 falleció)
- Nicolò Brauzi † (15 de julio de 1602-1632 falleció)
- Amico Panico † (24 de noviembre de 1632-4 de diciembre de 1634 nombrado obispo de Recanati y Loreto)
- Carlo Bovio † (29 de enero de 1635-24 de mayo de 1646 falleció)
- Cesare Righini † (3 de diciembre de 1646-diciembre de 1657 falleció)
- Francesco Gaetano † (1 de abril de 1658-junio de 1659 falleció)
- Federico Martinotti † (14 de marzo de 1661-1677 falleció)
- Francesco Crisolini † (14 de marzo de 1678-1682 falleció)
  - Sede vacante (1682-1685)
- Bernardino Marchesi † (24 de mayo de 1685-febrero de 1689 falleció)
  - Sede vacante (1689-1699)
- Giovanni Battista Braschi † (1 de junio de 1699-14 de mayo de 1718 renunció)
  - Sede vacante (1718-1733)[nota 17]
- Giambernardino Vendemini † (11 de mayo de 1733-21 de septiembre de 1749 falleció)
- Giovanni Paolo Calbetti † (1 de diciembre de 1749-1 de marzo de 1760 falleció)
- Giovanni Battista Mami † (21 de abril de 1760-21 de marzo de 1787 falleció)
- Nicola Casali † (23 de abril de 1787-1814 falleció)
  - Sede vacante (1814-1817)
- Carlo Monti † (14 de abril de 1817-25 de mayo de 1818 nombrado obispo de Cagli)
- Pietro Balducci † (25 de mayo de 1818-27 de septiembre de 1822 nombrado obispo de Fabriano y Matelica)
  - Sede vacante (1822-1824)
  - Sede unida a Bertinoro (1824-1872)
- Tobia Masacci † (23 de febrero de 1872-17 de enero de 1880 falleció)
- Dario Mattei Gentili † (27 de febrero de 1880-1 de junio de 1891 nombrado obispo de Città di Castello)
- Enrico Graziani † (11 de julio de 1892-9 de octubre de 1897 falleció)
- Domenico Riccardi † (24 de marzo de 1898-16 de marzo de 1910 falleció)
- Eugenio Giambro † (10 de febrero de 1911-22 de mayo de 1916 nombrado obispo de Nicastro)
- Ambrogio Riccardi † (1 de julio de 1916-12 de octubre de 1922 falleció)
- Antonio Scarante † (11 de diciembre de 1922-30 de junio de 1930 nombrado obispo de Faenza)
- Teodoro Pallaroni † (17 de abril de 1931-17 de abril de 1944 falleció)
- Carlo Stoppa † (2 de octubre de 1945-27 de diciembre de 1948 nombrado obispo de Alba)
- Emilio Biancheri † (18 de mayo de 1949-7 de septiembre de 1953 nombrado obispo de Rímini)
- Carlo Bandini † (17 de octubre de 1953-1 de mayo de 1976 retirado)
- Augusto Gianfranceschi † (1 de mayo de 1976-28 de mayo de 1977 retirado)
- Luigi Amaducci † (28 de mayo de 1977-30 de septiembre de 1986 nombrado obispo de Cesena-Sarsina)

### Obispos de Cesena-Sarsina
- Luigi Amaducci † (30 de septiembre de 1986-27 de octubre de 1990 nombrado arzobispo de Ravena-Cervia)
- Lino Esterino Garavaglia, O.F.M.Cap. † (25 de marzo de 1991-3 de diciembre de 2003 retirado)
- Antonio Lanfranchi † (3 de diciembre de 2003-27 de enero de 2010 nombrado arzobispo-abate de Módena-Nonántola)
- Douglas Regattieri, desde el 8 de octubre de 2010

### Para la sede de Cesena
- (en italiano) Francesco Lanzoni, Le diocesi d'Italia dalle origini al principio del secolo VII (an. 604), vol. II, Faenza, 1927, pp. 714-721
- (en italiano) Giuseppe Cappelletti, Le Chiese d'Italia della loro origine sino ai nostri giorni, vol. II, Venecia, 1844, pp. 525-556
- (en latín) Pius Bonifacius Gams, Series episcoporum Ecclesiae Catholicae, Leipzig, 1931, pp. 681-683
- (en latín) Konrad Eubel, Hierarchia Catholica Medii Aevi, vol. 1, p. 154; vol. 2, p. 113; vol. 3, p. 144; vol. 4, p. 127; vol. 5, p. 134; vol. 6, pp. 137-138

### Para la sede de Sarsina
- (en inglés) Ficha de la diócesis de Sarsina en Catholic Hierarchy
- (en inglés) Ficha de la diócesis de Sarsina en Giga Catholic
- (en italiano) Francesco Lanzoni, Le diocesi d'Italia dalle origini al principio del secolo VII (an. 604), vol. I, Faenza, 1927, pp. 503-504
- (en italiano) Giuseppe Cappelletti, Le Chiese d'Italia della loro origine sino ai nostri giorni, vol. II, Venecia, 1844, pp. 481-523
- (en italiano) Gaetano Moroni, Dizionario di erudizione storico-ecclesiastica, vol. LXI, Venecia, 1853, pp. 201-217
- (en latín) Pius Bonifacius Gams, Series episcoporum Ecclesiae Catholicae, Leipzig, 1931, pp. 724-725
- (en latín) Konrad Eubel, Hierarchia Catholica Medii Aevi, vol. 1, pp. 436-437; vol. 2, pp. 230-231; vol. 3, p. 293; vol. 4, p. 306; vol. 5, p. 346; vol. 6, pp. 368-369